# Осман Нури-паша
Осман Нури-паша (осм. عثمان نوری پاشاтур. ‎; 1832, Токат, Османско царство – 5. април 1900, Истанбул, Османско царство), познат и као Гази Осман паша, је био маршал Османског царства и османски херој током Битке код Плевне (Руско-турски рат) 1877. године. Иако није успео да одбрани град, добио је титулу „Гази” због успеха у одбрани града током пет месеци против надмоћних руско-румунских снага. Султан га је прогласио „Маршалом палате” а османска војна химна названа Плевна марш је компонована у част његових успеха. Четврт у Истанбулу је названа Газиосманпаша (тур. Gaziosmanpaşa) њему у част.